# Kvinnorna på Rosenstrasse
Kvinnorna på Rosenstrasse (tyska: Rosenstraße) är en tysk långfilm från 2003 i regi av Margarethe von Trotta, med Katja Riemann, Maria Schrader, Doris Schade och Jutta Lampe i rollerna.
Kvinnorna på Rosenstrasse handlar om Rosenstrasseprotesten (tyska Rosenstraße-Protest) i Berlin 1943, då "ariska" makor till judar som gripits krävde deras frigivning.

## Rollista
| Katja Riemann      | – Lena Fischer - 33 år   |
| Maria Schrader     | – Hannah Weinstein       |
| Doris Schade       | – Lena Fischer - 90 år   |
| Jutta Lampe        | – Ruth Weinstein - 60 år |
| Svea Lohde         | – Ruth - 8 år            |
| Jürgen Vogel       | – Arthur von Eschenbach  |
| Martin Feifel      | – Fabian Fischer         |
| Fedja van Huêt     | – Luis Marquez           |
| Carola Regnier     | – Rachel Rosenbauer      |
| Plien van Bennekom | – Marian                 |
| Romijn Conen       | – Ben                    |
| Julia Eggert       | – Emily                  |
| Thekla Reuten      | – Klara Singer           |
| Jutta Wachowiak    | – Frau Goldberg          |
| Jan Decleir        | – Nathan Goldberg        |